# Imre Sándor (dramaturg)
Imre Sándor, született Schönfeld Sándor (Nagyvárad, 1891. december 26. – ismeretlen hely, 1944 körül) magyar dramaturg, műfordító, író, színháztörténész.

## Életútja
Schönfeld Lipót könyvelő és Schönberger Róza fia. Budapesten érettségizett, ugyanott készült jogi pályára, de már egyetemi évei alatt esztétikai tanulmányokat is folytatott, a színházművészet elmélete és gyakorlata foglalkoztatta. 1923-tól a kolozsvári Magyar Színház dramaturg-rendezője. A romániai magyar drámairodalom fejlődésében jelentős 1923-as és 1924-es Janovics-féle pályázatok lebonyolításában vett részt, az üzleti központú színházzal szemben az erdélyi magyar színház sajátos hivatásáért, a modern színházi formanyelv érvényesítéséért küzdött.
Novellákat, verseket, esztétikai cikkeket írt, a Keleti Újság színikritikusa volt (1922–23). Kötete jelent meg Dr. Janovics Jenő és a színház c. alatt (Kolozsvár, 1922), majd összeállította a Dr. Janovics Jenő harmincéves színészi és huszonkét éves igazgatói jubileuma c. emlékalbumot, benne Janovicsról írt színháztörténeti tanulmányával (Nagyvárad, 1924). A nagyváradi Szigligeti Színház számára színdarabbá dolgozta át Tabéry Géza Szarvasbika c. regényét, színpadra alkalmazta Arthur Schnitzler osztrák drámaíró Reigen című drámáját (bemutatás 1921-ben Körtánc címmel). Fordított August Strindberg svéd drámaírótól (Kísértetek szonátája) és Frank Wedekind német drámaírótól (Pandóra szelencéje) műveket. A szatmári Revü című hetilap (1932–33) munkatársa. Ismeretlen helyen halt meg mint munkaszolgálatos a II. világháborúban.

## Művei (válogatás)
- Janovics Jenő és a színház; Erdélyi és Bánáti Színészegyesület, Cluj-Kolozsvár, 1924
- Mint az új bor (színjáték, bemutatta a Fővárosi Operett Színház, Budapest, 1927)
- Színház. Tanulmányok, színházesztétikai és szabadegyetemi előadások gyűjteménye; ill. Imre Andor; Grafica, Nagyvárad, 1939